# Diccionario de mitología griega y romana
El Diccionario de mitología griega y romana (en francés Dictionnaire de la mythologie grecque et romaine) es una obra sobre mitología griega y romana escrita por el latinista francés Pierre Grimal y publicada en 1951 por Presses universitaires de France. La versión en castellano fue traducida por Francisco Payarols y prologada y revisada por el profesor de la Universidad de Barcelona Pedro Pericay; se publicó en Editorial Labor en 1965 y desde 1981 la publica Paidós. 

## Contenido
El propio autor deja constancia en la «Introducción» a la obra de que: 

El presente Diccionario no tiene más ambición que la de constituir un repertorio cómodo de las leyendas y los mitos más generalmente citados o utilizados en la literatura clásica. Su principal objeto es ofrecer, en la forma más breve posible, las nociones indispensables para la comprensión de los autores.

Sin embargo, el diccionario no tiene pretensiones de originalidad o erudición, no se hallará ningún sistema explicativo de las leyendas. Grimal nos recuerda que los sistemas envejecen y que sólo los datos de los textos son inmutables, siendo los que ha querido reunir, resumir y presentar.
Se reconoce deudor en su labor del Lexikon de Wilhelm Heinrich Roscher, el Ausführliches Lexikon der griechischen und römischen Mythologie, remitiendo a dicha recopilación a efectos del estudio y análisis científico de los mitos.